# Cindy Ngamba
Cindy Winner Djankeu Ngamba (* 7. September 1998 in Kamerun) ist eine Boxerin im Mittelgewicht, die in Bolton (Großbritannien) lebt. Sie ist die erste Athletin des Refugee Olympic Teams, die über ein Qualifikationsturnier einen Platz bei Olympischen Sommerspielen erkämpfte und nicht für die Spiele durch das IOC nominiert wurde. Sie ist zudem die erste Athletin des Refugee Olympic Teams, die eine Medaille gewinnen konnte.

## Leben
Ngamba verließ ihr Heimatland Kamerun im Alter von elf Jahren und emigrierte nach Großbritannien. Dort wuchs sie zusammen mit ihrem älteren Bruder bei ihrem Vater und ihren Halbgeschwistern auf. Sie lernte Englisch und besuchte die Schule in Bolton, wo sie Erfahrungen mit Diskriminierung machte. Mit 19 Jahren wurde sie in Abschiebehaft genommen, konnte aber eine Ausweisung verhindern. Obwohl sie schon lange in Großbritannien lebt, hat sie keinen britischen Pass, ist aber als Flüchtling anerkannt, denn eine Rückkehr in ihr Heimatland ist ihr nicht möglich, da in Kamerun Homosexualität strafrechtlich verfolgt wird.
Nach der Schule machte Ngamba einen Abschluss im Fach Kriminologie an der Universität Bolton.

## Sportkarriere
Bevor sie mit 15 Jahren den Boxsport für sich entdeckte, spielte sie Fußball.
2018 trat Ngamba zum ersten Mal bei einem Boxturnier an, durfte aber wegen einer fehlenden Staatsbürgerschaft bei internationalen Turnieren nicht für Großbritannien kämpfen. Ngamba wurde dreimal britische Meisterin: 2019 gewann sie in der Gewichtsklasse bis 81 kg, 2022 in der Gewichtsklasse bis 75 kg und im selben Jahr auch in der Gewichtsklasse bis 70 kg.
2023 war sie Mitglied des EOC Refugee Teams bei den Europaspielen in Polen. Nachdem sie dort im Achtelfinale der Irin Aoife O’Rourke unterlag, schied sie auf Platz 9 aus.
Im folgenden Jahr nahm sie erfolgreich am Olympischen Qualifikationsboxturnier in Italien teil und erhielt einen Startplatz für die Sommerspiele in Paris. Aus dem Refugee Olympic Team hatte sich bis dahin noch nie jemand in der Sportart Boxen selbst qualifiziert. Bis 2024 wurden Athleten in dieser Sportart stets ernannt. Ngamba trainierte zur Vorbereitung auf die Sommerspiele mit dem britischen Boxing Team. Zur Eröffnungszeremonie der Spiele wurde Ngamba ausgewählt, Fahnenträgerin ihres Teams zu sein. Durch einen einstimmigen Punktsieg gegen die Französin Davina Michel zog Ngamba ins Halbfinale ein. Dort unterlag sie Atheyna Bylon aus Panama und erreichte damit die Bronzemedaille in der Gewichtsklasse bis 75 kg. Für das Refugee Olympic Team ist dies die erste Medaille überhaupt.
Ngamba ist Teil der vom IOC initiierten Kampagne „1 of 100 Million“ zur Unterstützung des Refugee Olympic Teams bei den Sommerspielen in Paris und spielt in dem dafür produzierten Kurzfilm mit. Außerdem gehört sie zu den ersten Athletinnen des Refugee Olympic Teams, die vom Sporthersteller Nike zu Werbezwecken gesponsert werden.
Ngamba wird von Dave Langone trainiert.